# Dubrava (Omiš)
Dubrava je naselje u Splitsko-dalmatinskoj županiji.

## Zemljopis
Nalazi se u poljičkom zaleđu u Sridnjim Poljicima. 

## Povijest
Svetog Rajnerija ili svetog Arnira, splitskog nadbiskupa i mučenika, danas suzaštitnika grada Splita 1180. godine u Dubravi je ubio omiški knez Nikola Kačić. Na mjestu njegove smrti sagrađena je crkva sv. Arnira.

## Upravna organizacija
Gradsko je naselje grada Omiša po upravnoj organizaciji iako je od samog naselja Omiša udaljeno nekoliko kilometara.
Po poštanskoj organizaciji, pripada poštanskom uredu u Tugarama.

## Stanovništvo
Većinsko i jedino autohtono stanovništvo ovog sela su Hrvati.

### Poznate osobe
- Mate Uzinić, riječki nadbiskup
- Nikola Ugrinović, smederevski biskup[6]

| broj stanovnika | 272   | 280   | 304   | 343   | 354   | 393   | 400   | 446   | 425   | 405   | 421   | 383   | 322   | 317   | 301   | 300   | 305   |
|                 | 1857. | 1869. | 1880. | 1890. | 1900. | 1910. | 1921. | 1931. | 1948. | 1953. | 1961. | 1971. | 1981. | 1991. | 2001. | 2011. | 2021. |

## Kultura
Soparnik je posno autohtono poljičko jelo napravljeno iz jednostavnih pripravaka (brašno, blitva, kapula i luk začinjeno uljem i solju) ispečeno na ujarenom kominu u žeravi s lugom. Pripremao se težacima, za posnih dana i u iznimnim prigodama.
Njegova tradicijska priprema ima svojstvo nematerijalnog kulturnog dobra Republike Hrvatske.